# Berkay Dogan
Berkay Dogan (* 18. Mai 2002 in Innsbruck) ist ein österreichischer Fußballspieler.

## Karriere

### Verein
Dogan begann seine Karriere bei der SVG Reichenau. Zur Saison 2014/15 wechselte er zum FC Wacker Innsbruck. Im Jänner 2016 wechselte er in die Jugend des FC Red Bull Salzburg, bei dem er ab der Saison 2016/17 auch sämtliche Altersstufen in der Akademie durchlief. Im Mai 2019 stand er auch einmal im Kader des Farmteams FC Liefering, zu einem Einsatz kam er aber nicht.
Im Jänner 2020 wechselte er nach Deutschland zu den A-Junioren des FC St. Pauli. Im September 2020 debütierte er dann auch für die zweite Mannschaft der Hamburger in der Regionalliga. Bis zum COVID-bedingten Abbruch der Saison 2020/21 kam er zu vier Einsätzen. In der Saison 2021/22 absolvierte er 18 Regionalligapartien für St. Pauli II. Zur Saison 2022/23 wechselte er in die Türkei zum Zweitligisten Eyüpspor. Zum Einsatz kam er in jener Spielzeit aber nie.
Zur Saison 2023/24 wurde Dogan an den Drittligisten Sarıyer SK verliehen. Sein Debüt in der TFF 2. Lig gab er im August 2023 gegen Belediye Derincespor. Während der Leihe kam er zu 15 Drittligaeinsätzen. Im August 2024 wechselte er fest zum Viertligisten 52 Orduspor. Dort absolvierte er aber kein Spiel. Im Februar 2025 wechselte er zum ebenfalls viertklassigen Polatlı 1926 SK.

### Nationalmannschaft
Dogan spielte im April 2017 erstmals für eine österreichische Jugendnationalauswahl. Im März 2019 debütierte er gegen Georgien für die U-17-Mannschaft. Mit dieser nahm er 2019 auch an der EM teil. Bei dieser kam er in einem Spiel zum Einsatz, mit Österreich schied er jedoch punktelos als Letzter der Gruppe D in der Vorrunde aus.